# Ste-Croix-des-Pelletiers

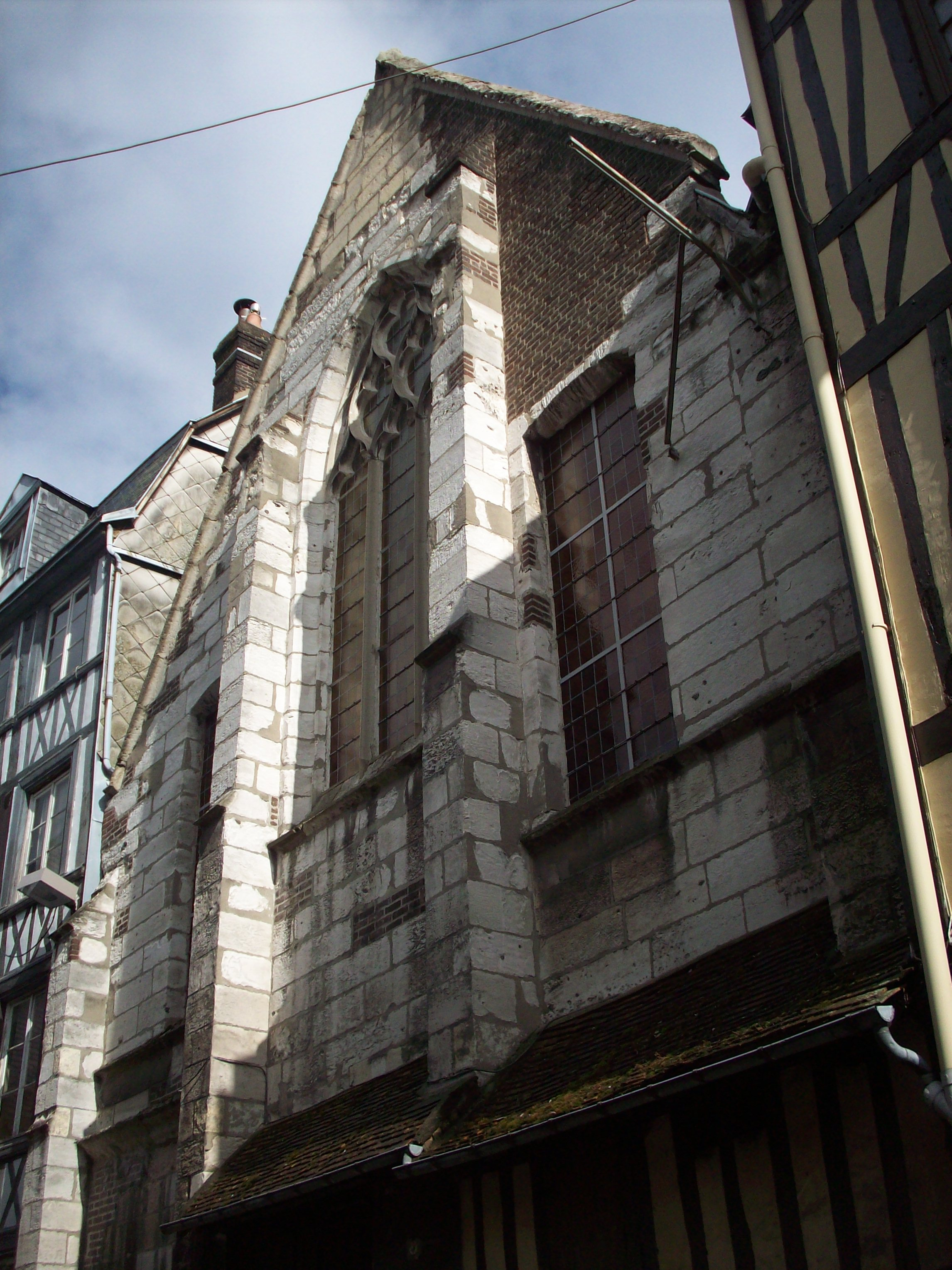
Ste-Croix-des-Pelletiers

Ste-Croix-des-Pelletiers ist eine ehemalige Kirche in der französischen Stadt Rouen, die nun als Konzert- und Veranstaltungshalle dient. Sie befindet sich in der gleichnamigen Straße, nordöstlich des Place du Vieux-Marché. Die Kirche ist seit dem 10. Januar 1928 als Monument historique eingestuft.

## Geschichte
Im 10. Jahrhundert errichteten die Grafen von Clères eine erste Kapelle, die der Heiligen Maria gewidmet war. Graf Alain stellte diese 1060 unter die Schirmherrschaft der Abtei Saint-Ouen.
Im 12. Jahrhundert war sie in die Stadtmauer integriert. Im Spätmittelalter wurde für die sich im Stadtviertel niedergelassenen Kürschner und Pelzhändler eine Pfarrei errichtet, deren erster Pfarrer von 1492 bis 1500 Gilles de Brévedent war.
Nach der Rekonstruktion des Kirchenschiffes und des Chores weihte Jean de Massonnaye, Bischof von Hippone, die Kirche am 8. Mai 1533 neu ein. Hugenotten plünderten sie im Jahr 1562. Im Laufe des 17. Jahrhunderts erfolgte eine Neugestaltung des Chores. 1674 fand in der Kirche die Beisetzung von Adrien Martel de Fontaine (aus dem Haus Clères), Kommendatarabt von Saint-Victor-l’Abbaye, statt.
Am 14. November 1792 wurde die kurz zuvor stillgelegte Kirche verkauft. Der Abriss des Kirchturmes erfolgte 1843. Seitdem diente die Kirche als Lagerhalle und Weinkeller. 1941 wurde sie von Jules Jacqueline zurückgekauft und vom Architekten Robert Flavigny restauriert. Seit 1951 wird sie als Konzert- und Konferenzsaal genutzt und ist nun wieder im Besitz der Stadt Rouen.